# Famille von Humboldt
La famille von Humboldt, est originaire de Chojna (Königsberg in der Neumark). La famille Humboldt est devenue une famille d'officiers et de fonctionnaires. Située principalement dans le Brandebourg, à Berlin et en Poméranie. En 1738, elle est élevée à la noblesse. Une lignée a étendu le nom à Humboldt-Dachröden en raison du mariage de Caroline von Dachröden avec Wilhelm von Humboldt. Les membres les plus connus de la famille sont les frères Wilhelm et Alexander von Humboldt. Le 29 décembre 1941, la baronne Maria Anna von Humboldt (1916-2003) épouse à Oleśnica, le prince Hubert de Prusse dont un fils, avec la maison de Hanovre. 

## Présentation
Le nom de famille vient de l'allemand "Hun + Bald", à partir duquel le nom "Humpolt" s'est développé. Humpolt, à son tour, décrit une « mesure de grain » et une sorte de mauvais « lin ». "Humpolt" signifie également "un bien plus petit, également une mesure de champ".
Johann Paul Humboldt (1684–1740) fut le premier Humboldt à porter la particule nobiliaire « von » en son nom. Ses fils étaient le premier lieutenant Ludwig von Humboldt († 1750), le major Paul Heinrich von Humboldt (1719-après 1761), le lieutenant Friedrich Wilhelm von Humboldt († 1743) et Alexander Georg von Humboldt (1720–1779), major et plus tard Chamberlain sous Friedrich II Johann Paul Humboldt a demandé la reconfirmation de l'élévation à la noblesse au nom de ses fils, qui étaient tous au service militaire.

## Armes
Armoiries tribales,, : Dans les armoiries dorées sur fond vert, un arbre vert, accompagné de trois (1, 2) étoiles argentées. Sur le renflement du casque vert et or avec des couvertures vertes et dorées, entre les ailes noires ouvertes, un homme en armure en pleine croissance avec une épée dans sa main droite. Avec l'extension du nom à Humboldt-Dachröden, les deux armoiries ont été combinées.

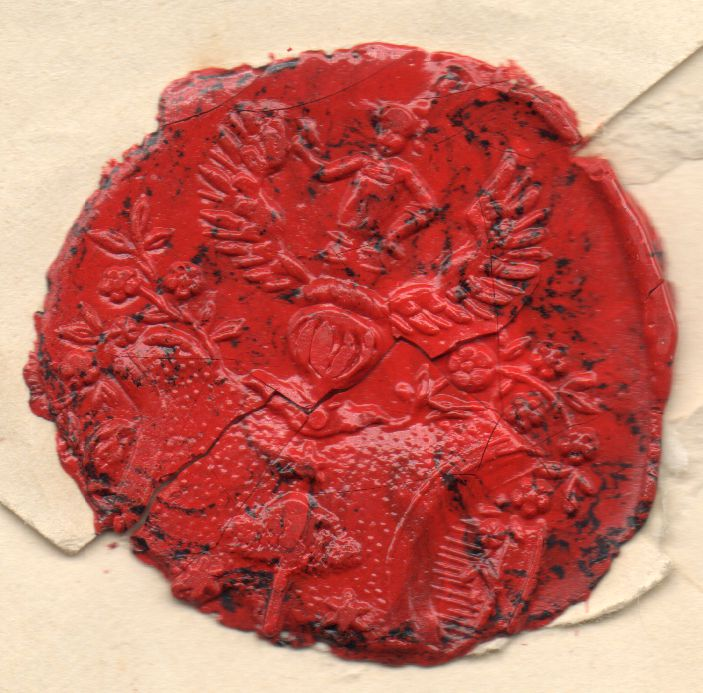
Sceau de lettre avec l'écusson de la famille d'Alexander von Humboldt
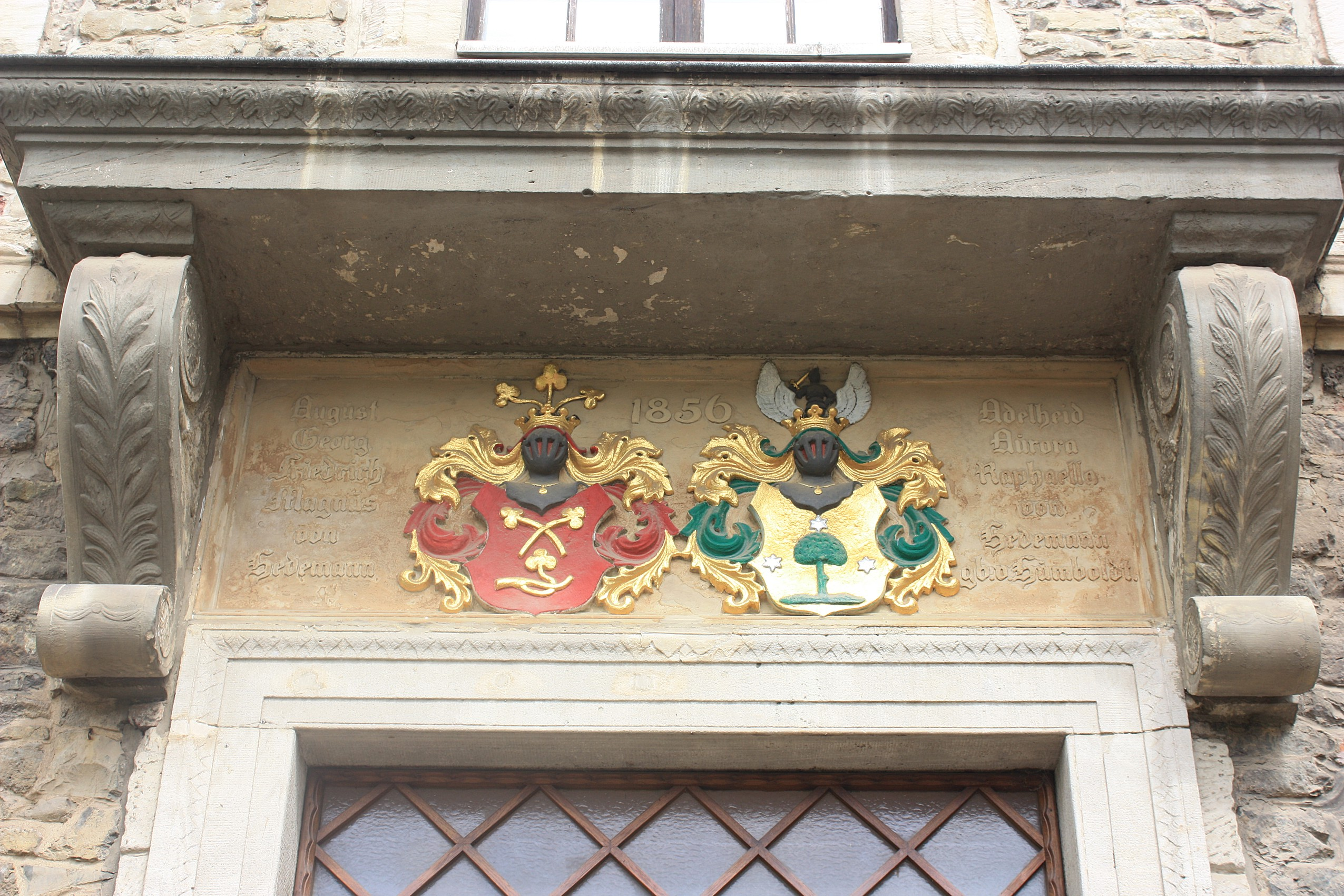
Armoiries de l'Alliance Hedemann-Humboldt sur le portail du château de Humboldt à Hettstedt
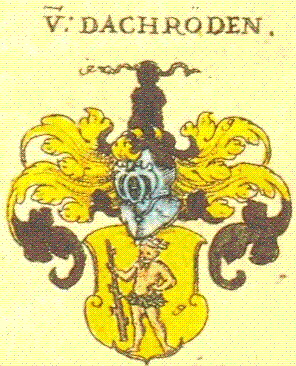
Armoiries de ceux de Dachröden
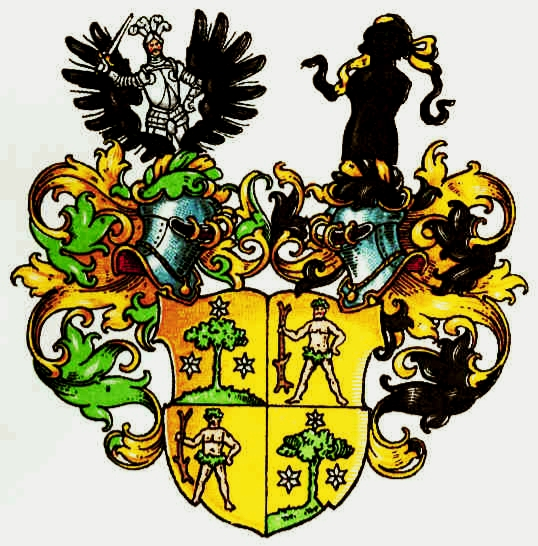
Armoiries des barons de Humboldt-Dachröden

## Propriétés

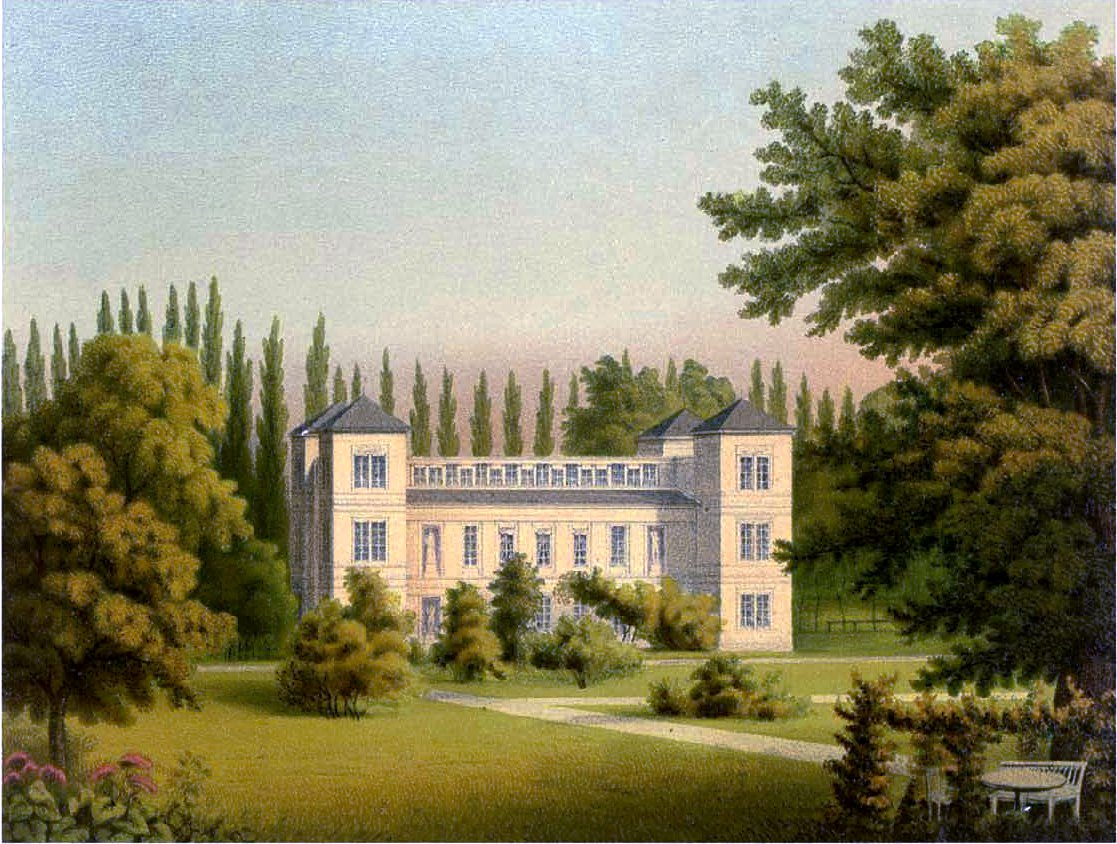
Château de Tegel entre 1857 et 1858 par Alexander Duncker

Le château de Tegel, également connu sous le nom de "château de Humboldt", a une signification particulière dans la vie des Humboldt. Les frères Wilhelm et Alexander von Humboldt ont passé de nombreuses années de leur enfance au château et sur le domaine de Tegel en été avec leur mère : Marie-Elisabeth von Humboldt. Le château dans sa forme actuelle a été construit entre 1820 et 1824 ; Le client était Wilhelm von Humboldt, son architecte Karl Friedrich Schinkel. Il appartient toujours aux descendants de Wilhelm von Humboldt, la famille Heinz, qui vivent également ici. Le musée privé Humboldt dans le bâtiment est ouvert au public le lundi pendant les mois d'été.